# Bibliothèque Fesch
La bibliothèque Fesch est la bibliothèque patrimoniale municipale d'Ajaccio, en Corse.

## Description et protection
Elle porte le nom du musée Fesch (palais Fesch) dont elle occupe l'aile nord.
Inaugurée le 14 mai 1850, elle est fondée par Lucien Bonaparte en 1801 avec une dotation de 12 310 ouvrages. Comportant des ouvrages rares voire uniques, elle est classée au Monument historique depuis le 13 septembre 2011.
La bibliothèque est constituée de trois salles, dont une est accessible au public et est appelée "salle patrimoniale" ou "salle de lecture". Les boiseries, rayonnages et tables de lecture sont en noyer.
En 2019, le site est sélectionné pour la deuxième édition du loto du patrimoine.

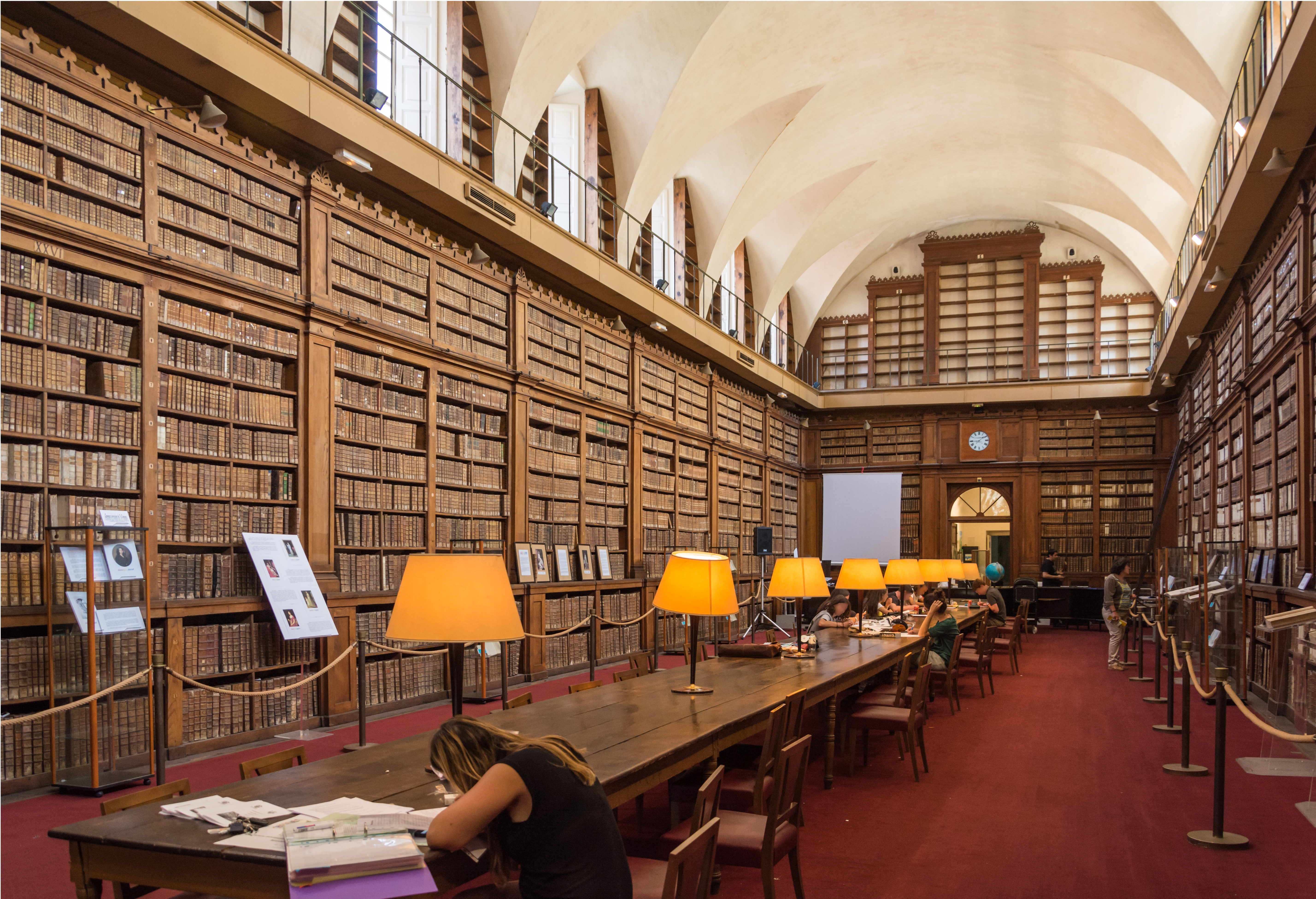
Bibliothèque Fesch.

En 2021, la bibliothèque ferme ses portes au public afin de préparer les travaux de restauration qui vont débuter. Ceux-ci se terminent début 2025 et la bibliothèque rouvre ses portes le 15 mai 2025.
Elle a également fait sa révolution numérique, avec la création depuis mars 2021 de son site internet dédié : https://bibliothequefesch.ajaccio.fr/. 

En outre, une animation de réalité virtuelle sur l'épopée napoléonienne est proposée à la bibliothèque par la société Sandora, de fin juillet à octobre 2025 : https://www.napoleonvr.com/city/ajaccio.